# Ukrainischer Fußballpokal 1995/96
Der Ukrainische Fußballpokal 1995/96 war die fünfte Austragung des ukrainischen Pokalwettbewerbs der Männer. Pokalsieger wurde Dynamo Kiew. Das Team setzte sich im Finale am 26. Mai 1996 im Nationalstadion von Kiew gegen Nywa Winnyzja durch. Titelverteidiger Schachtar Donezk war im Halbfinale gegen Nywa Winnyzja ausgeschieden.

## Modus
Alle Begegnungen wurden in einem Spiel ausgetragen. Bei unentschiedenem Ausgang wurde zur Ermittlung des Siegers eine Verlängerung gespielt. Stand danach kein Sieger fest, folgte ein Elfmeterschießen. In den ersten beiden Qualifikationsrunden hatten die unterklassigen Teams Heimrecht. Die 16 besten Premjer-Liha-Teams der vergangenen Saison stiegen erst in der 1. Hauptrunde ein. Da Dynamo Kiew auch die Meisterschaft gewann, qualifizierte sich der unterlegene Finalist für den Europapokal der Pokalsieger.

## Teilnehmende Teams
| Wyschtscha Liha (18) | Perscha Liha (22) | Druha Liha (44) | Druha Liha (44) |
| --- | --- | --- | --- |
| - Dnipro Dnipropetrowsk - Dynamo Kiew - FK Mykolajiw - Karpaty Lwiw - Kremin Krementschuk - Krywbas Krywyj Rih - Metalurh Saporischschja - Nywa Ternopil - Nywa Winnyzja - Prikarpattja Iwano-Frankiwsk - Schachtar Donezk - Sirka-NIBAS Kirowohrad - Sorja-MALS Luhansk - Tawrija Simferopol - Torpedo Saporischschja - Tschornomorez Odessa - Wolyn Luzk - ZSKA-Borysfen Kiew | - FSK Bukowina Czernowitz - Chimik Schytomyr - Chimik Sjewjerodonezk - Dnipro Tscherkassy - Dynamo-2 Kiew - Jawir Krasnopillja - Krystal Tschortkiw - Metalist Charkiw - Metalurh Nikopol - Naftochimik Krementschuk - FK Lwiw - Naftowyk Ochtyrka - Podillja Chmelnyzkyj - SK Odessa - Polihraftechnika Oleksandrija - Temp-Adwis Schepetiwka - Sakarpattja Uschhorod - Schachtar Makijiwka - Skala Stryj - Stal Altschewsk - FK Weres Riwne - Worskla Poltawa | - Awtomobilist Sumy - Asowez Mariupol - Awanhard Industrija Rowenky - Awanhard Schydatschiw - Chimik Kalusch - Chutrowik Tysmenyzja - Desna Tschernihiw - Dnistrowez Bilhorod-Dnistrowskyj - Druschba Berdjansk - Dynamo-Flash Odessa - Dynamo Saky - Dynamo Slowjansk - Halytschyna Drohobytsch - Haraj Schowkwa - Hasowyk Komarno - Karpaty Mukatschewo - Kosmos Pawlohrad - Meliorator Kachowka - Metalurh Nowomoskowsk - Nywa Myroniwka - Obolon Kiew - Okean Kertsch | - Olimpija FK AES Juschnoukrajinsk - Oskil Kupjansk - Portowyk Illitschiwsk - Prometey Dniprodserschynsk - Ros Bila Zerkwa - Schachtar-2 Donezk - Schachtar Swerdlowsk - Schachtar Stachonow - Skify Lwiw - Systema-Borex Borodjanka - Keramik Baraniwka - Schachtar Schachtarsk - Temp-Adwis-2 Schepetiwka - Schid Slawutytsch - Tschajka Sewastopol - Sportinvest Krywyj Rih - Tawrija Cherson - Torpedo Melitopol - Tytan Armjansk - Wahonobudiwnyk Krementschuk - Wiktor Saporischschja - ZSKA Kiew |
| Amateure (26) | | | |
| - Artanija Otschakiw - Batkiwschtschyna-Almar Perwomajsk - Burewisnyk-Elbrus Kirowhrad - Chimik Winnyzja - Druschba Mahdalyniwka - Dynamo-3 Kiew - Dyselist Tokmak | - Ekoservice Riwne - Enerhija Nowa Kachowka - Fakel Warwa - Frunsenez Sumy - Impuls Kamjanez-Podilskyj - Jawir Zuman - Kolos Amwrossijiwka | - Kolos Karapyschi - Krystal Parchomiwka - Lisnyk Peretschyn - Lokomotive Smila - Metalurh Kertsch - Nywa Terebowlja | - Papirnyk Malyn - Pidhirja Storoschynez - Pokuttja Kolomyja - Promin Sambir - Rybak Odessa - Welta Poltawa |

## 1. Qualifikationsrunde
Teilnehmer: 34 Drittligisten und 26 Amateurvereine, die sich über den regionalen Pokal qualifizierten.
| Datum      |                                        | Ergebnis              |                                        |
| ---------- | -------------------------------------- | --------------------- | -------------------------------------- |
| 01.08.1995 | Jawir Zuman (Am)                       | 0:1                   | Haraj Schowkwa (III)                   |
| 01.08.1995 | Welta Poltawa (Am)                     | kampflos              | Wiktor Saporischschja (III)            |
| 01.08.1995 | Wahonobudiwnyk Krementschuk (III)      | kampflos              | Prometey Dniprodserschynsk (III)       |
| 01.08.1995 | Rybak Odessa (Am)                      | 3:1                   | Meliorator Kachowka (III)              |
| 01.08.1995 | Promin Sambir (Am)                     | 0:0 n. V. (3:5 i. E.) | Chutrowik Tysmenyzja (III)             |
| 01.08.1995 | Pokuttja Kolomyja (Am)                 | 2:0                   | Awanhard Schydatschiw (III)            |
| 01.08.1995 | Pidhirja Storoschynez (Am)             | kampflos              | Temp-Adwis-2 Schepetiwka (III)         |
| 01.08.1995 | Papirnyk Malyn (Am)                    | 1:1 n. V. (6:5 i. E.) | Systema-Borex Borodjanka (III)         |
| 01.08.1995 | Olimpija FK AES Juschnoukrajinsk (III) | 1:1 n. V. (4:3 i. E.) | Wodnyk Cherson (III)                   |
| 01.08.1995 | Nywa Terebowlja (Am)                   | 1:0                   | Skify Lwiw (III)                       |
| 01.08.1995 | Metalurh Kertsch (Am)                  | 3:5                   | Tschajka Sewastopol (III)              |
| 01.08.1995 | Lokomotive Smila (Am)                  | 1:1 n. V. (3:5 i. E.) | Portowyk Illitschiwsk (III)            |
| 01.08.1995 | Lisnyk Peretschyn (Am)                 | 1:2 n. V.             | Chimik Kalusch (III)                   |
| 01.08.1995 | Krystal Parchomiwka (Am)               | 1:0                   | Sportinvest Krywyj Rih (III)           |
| 01.08.1995 | Kolos Karapyschi (Am)                  | 2:2 n. V. (6:5 i. E.) | Schid Slawutytsch (III)                |
| 01.08.1995 | Kolos Amwrossijiwka (Am)               | kampflos              | Schachtar-2 Donezk (III)               |
| 01.08.1995 | Chimik Winnyzja (Am)                   | 0-:+ 1                | ZSKA Kiew (III)                        |
| 01.08.1995 | Impuls Kamjanez-Podilskyj (Am)         | 0:1                   | Keramik Baraniwka (III)                |
| 01.08.1995 | Frunsenez Sumy (Am)                    | 1:0                   | Kosmos Pawlohrad (III)                 |
| 01.08.1995 | Fakel Warwa (Am)                       | 1:0                   | Ros Bila Zerkwa (III)                  |
| 01.08.1995 | Enerhija Nowa Kachowka (Am)            | 2:2 n. V. (2:4 i. E.) | Torpedo Melitopol (III)                |
| 01.08.1995 | Ekoservice Riwne (Am)                  | 0:1 n. V.             | Obolon Kiew (III)                      |
| 01.08.1995 | Dyselist Tokmak (Am)                   | 0:1                   | Awanhard Industrija Rowenky (III)      |
| 01.08.1995 | Dynamo-3 Kiew (Am)                     | 1:2                   | Nywa Myroniwka (III)                   |
| 01.08.1995 | Dynamo Slowjansk (III)                 | 0:1 n. V.             | Oskil Kupjansk (III)                   |
| 01.08.1995 | Druschba Mahdalyniwka (Am)             | 0:2                   | Metalurh Nowomoskowsk (III)            |
| 01.08.1995 | Druschba Berdjansk (III)               | 2:0                   | Asowez Mariupol (III)                  |
| 01.08.1995 | Burewisnyk-Elbrus Kirowhrad (Am)       | 1:2                   | Dnistrowez Bilhorod-Dnistrowskyj (III) |
| 01.08.1995 | Batkiwschtschyna-Almar Perwomajsk (Am) | 2:0                   | Schachtar Stachonow (III)              |
| 01.08.1995 | Artanija Otschakiw (Am)                | kampflos              | Dynamo-Flash Odessa (III)              |

## 2. Qualifikationsrunde
Teilnehmer: Die 30 Sieger der ersten Qualifikationsrunde, die 2 Aufsteiger in die Wyschtscha Liha (Sirka-NIBAS Kirowohrad und ZSKA-Borysfen Kiew), die 22 Zweitligisten und 10 weitere Drittligisten.
| Datum      |                                        | Ergebnis              |                                    |
| ---------- | -------------------------------------- | --------------------- | ---------------------------------- |
| 15.10.1995 | Rybak Odessa (Am)                      | 1:2 n. V.             | Metalurh Nikopol (II)              |
| 15.10.1995 | Portowyk Illitschiwsk (III)            | 1:0 n. V.             | Naftowyk Ochtyrka (II)             |
| 15.10.1995 | Olimpija FK AES Juschnoukrajinsk (III) | 0:1                   | SK Odessa (II)                     |
| 15.10.1995 | Dnistrowez Bilhorod-Dnistrowskyj (III) | 1:3                   | Naftochimik Krementschuk (II)      |
| 15.10.1995 | Prometey Dniprodserschynsk (III)       | 0:0 n. V. (2:4 i. E.) | Dnipro Tscherkassy (II)            |
| 16.10.1995 | Welta Poltawa (Am)                     | kampflos              | Polihraftechnika Oleksandrija (II) |
| 16.10.1995 | Torpedo Melitopol (III)                | 0:1 n. V.             | Sirka-NIBAS Kirowohrad (I)         |
| 16.10.1995 | Schachtar-2 Donezk (III)               | 3:0                   | Schachtar Swerdlowsk (III)         |
| 16.10.1995 | Pokuttja Kolomyja (Am)                 | 2:0                   | Sakarpattja Uschhorod (II)         |
| 16.10.1995 | Pidhirja Storoschynez (Am)             | 0:1                   | Halytschyna Drohobytsch (III)      |
| 16.10.1995 | Papirnyk Malyn (Am)                    | kampflos              | FK Weres Riwne (II)                |
| 16.10.1995 | Oskil Kupjansk (III)                   | 2:0                   | Chimik Sjewjerodonezk (II)         |
| 16.10.1995 | Obolon Kiew (III)                      | 0:2                   | Hasowyk Komarno (III)              |
| 16.10.1995 | Nywa Terebowlja (Am)                   | 2:1                   | FSK Bukowina Czernowitz (II)       |
| 16.10.1995 | Nywa Myroniwka (III)                   | kampflos              | Temp-Adwis Schepetiwka (II)        |
| 16.10.1995 | Metalurh Nowomoskowsk (III)            | 3:2                   | Metalist Charkiw (II)              |
| 16.10.1995 | Krystal Parchomiwka (Am)               | 0:0 n. V. (2:4 i. E.) | Jawir Krasnopillja (II)            |
| 16.10.1995 | Kolos Karapyschi (Am)                  | 1:0 n. V.             | Chimik Schytomyr (II)              |
| 16.10.1995 | Chutrowik Tysmenyzja (III)             | 4:2                   | Karpaty Mukatschewo (III)          |
| 16.10.1995 | Chimik Kalusch (III)                   | 1:0                   | FK Lwiw (II)                       |
| 16.10.1995 | Keramik Baraniwka (III)                | 0:0 n. V. (5:4 i. E.) | Krystal Tschortkiw (II)            |
| 16.10.1995 | Haraj Schowkwa (III)                   | 2:0 n. V.             | Skala Stryj (II)                   |
| 16.10.1995 | Frunsenez Sumy (Am)                    | 1:3                   | Worskla Poltawa (II)               |
| 16.10.1995 | Fakel Warwa (Am)                       | 0:2                   | ZSKA-Borysfen Kiew (I)             |
| 16.10.1995 | Dynamo-Flash Odessa (III)              | 1:5 n. V.             | Dynamo-2 Kiew (II)                 |
| 16.10.1995 | Dynamo Saky (III)                      | kampflos              | Okean Kertsch (III)                |
| 16.10.1995 | Druschba Berdjansk (III)               | 0:3                   | Stal Altschewsk (II)               |
| 16.10.1995 | Desna Tschernihiw (III)                | 0:0 n. V. (5:4 i. E.) | Awtomobilist Sumy (III)            |
| 16.10.1995 | ZSKA Kiew (III)                        | 0:0 n. V. (2:4 i. E.) | Podillja Chmelnyzkyj (II)          |
| 16.10.1995 | Tschajka Sewastopol (III)              | 2:0                   | Tytan Armjansk (III)               |
| 16.10.1995 | Batkiwschtschyna-Almar Perwomajsk (Am) | 1:2                   | Schachtar Makijiwka (II)           |
| 16.10.1995 | Awanhard Industrija Rowenky (III)      | 2:0 n. V.             | Schachtar Schachtarsk (III)        |

## 3. Qualifikationsrunde
Teilnehmer: Die 32 Sieger der zweiten Qualifikationsrunde
| Datum      |                               | Ergebnis              |                                    |
| ---------- | ----------------------------- | --------------------- | ---------------------------------- |
| 19.10.1995 | Jawir Krasnopillja (II)       | 4:1                   | Portowyk Illitschiwsk (III)        |
| 19.10.1995 | Worskla Poltawa (II)          | 2:3                   | Sirka-NIBAS Kirowohrad (I)         |
| 19.10.1995 | Stal Altschewsk (II)          | 2:1 n. V.             | Schachtar Makijiwka (II)           |
| 19.10.1995 | SK Odessa (II)                | 0:0 n. V. (1:2 i. E.) | Metalurh Nikopol (II)              |
| 19.10.1995 | Schachtar-2 Donezk (III)      | 5:0                   | Awanhard Industrija Rowenky (III)  |
| 19.10.1995 | Papirnyk Malyn (Am)           | 1:2                   | Podillja Chmelnyzkyj (I)           |
| 19.10.1995 | Naftochimik Krementschuk (II) | 3:2                   | Polihraftechnika Oleksandrija (II) |
| 19.10.1995 | Metalurh Nowomoskowsk (III)   | 1:0                   | Oskil Kupjansk (III)               |
| 19.10.1995 | Kolos Karapyschi (Am)         | 0:6                   | Nywa Myroniwka (III)               |
| 19.10.1995 | Chutrowik Tysmenyzja (III)    | 2:0                   | Pokuttja Kolomyja (Am)             |
| 19.10.1995 | Hasowyk Komarno (III)         | 2:0                   | Keramik Baraniwka (III)            |
| 19.10.1995 | Haraj Schowkwa (III)          | 1:0                   | Chimik Kalusch (III)               |
| 19.10.1995 | Halytschyna Drohobytsch (III) | 3:1                   | Nywa Terebowlja (Am)               |
| 19.10.1995 | Dnipro Tscherkassy (II)       | 1:4                   | ZSKA-Borysfen Kiew (I)             |
| 19.10.1995 | Desna Tschernihiw (III)       | 0:0 n. V. (5:6 i. E.) | Dynamo-2 Kiew (II)                 |
| 19.10.1995 | Tschajka Sewastopol (III)     | 2:0                   | Dynamo Saky (III)                  |

## 1. Runde
Den Siegern der letzten Runde wurde jeweils ein Klub aus der Wyschtscha Liha zugelost.
| Datum      |                               | Ergebnis              |                                  |
| ---------- | ----------------------------- | --------------------- | -------------------------------- |
| 03.03.1996 | Halytschyna Drohobytsch (III) | 0:0 n. V. (6:5 i. E.) | Krywbas Krywyj Rih (I)           |
| 03.03.1996 | Podillja Chmelnyzkyj (II)     | 2:5                   | Dnipro Dnipropetrowsk (I)        |
| 03.03.1996 | Jawir Krasnopillja (II)       | 2:0                   | Sorja-MALS Luhansk (I)           |
| 03.03.1996 | Stal Altschewsk (II)          | 1:3                   | Kremin Krementschuk (I)          |
| 03.03.1996 | Dynamo-2 Kiew (II)            | 0:1                   | Metalurh Saporischschja (I)      |
| 03.03.1996 | Nywa Myroniwka (III)          | 3:4                   | Karpaty Lwiw (I)                 |
| 03.03.1996 | Naftochimik Krementschuk (II) | 1:2                   | Tawrija Simferopol (I)           |
| 03.03.1996 | Metalurh Nowomoskowsk (III)   | 0:3                   | Dynamo Kiew (I)                  |
| 03.03.1996 | Metalurh Nikopol (II)         | 2:0                   | Prikarpattja Iwano-Frankiwsk (I) |
| 03.03.1996 | Chutrowik Tysmenyzja (III)    | 0:1                   | Nywa Ternopil (I)                |
| 03.03.1996 | Hasowyk Komarno (III)         | 0:0 n. V. (6:7 i. E.) | Nywa Winnyzja (I)                |
| 03.03.1996 | Haraj Schowkwa (III)          | 0:1                   | Wolyn Luzk (I)                   |
| 03.03.1996 | Tschajka Sewastopol (III)     | 0:1                   | Torpedo Saporischschja (I)       |
| 03.03.1996 | Sirka-NIBAS Kirowohrad (I)    | 1:0                   | Tschornomorez Odessa (I)         |
| 03.03.1996 | ZSKA-Borysfen Kiew (I)        | 0:1                   | Schachtar Donezk (I)             |
| 04.03.1996 | Dynamo-2 Kiew (II)            | 2:2 n. V. (5:4 i. E.) | FK Mykolajiw (I)                 |

## Achtelfinale
| Datum      |                             | Ergebnis  |                               |
| ---------- | --------------------------- | --------- | ----------------------------- |
| 08.03.1996 | Dnipro Dnipropetrowsk (I)   | 4:1       | Karpaty Lwiw (I)              |
| 08.03.1996 | Schachtar Donezk (I)        | 2:0 n. V. | Dynamo-2 Kiew (II)            |
| 08.03.1996 | Nywa Winnyzja (I)           | 2:0       | Halytschyna Drohobytsch (III) |
| 08.03.1996 | Nywa Ternopil (I)           | 3:1       | Wolyn Luzk (I)                |
| 08.03.1996 | Metalurh Saporischschja (I) | 2:0 n. V. | Torpedo Saporischschja (I)    |
| 08.03.1996 | Kremin Krementschuk (I)     | 1:0       | Metalurh Nikopol (II)         |
| 08.03.1996 | Tawrija Simferopol (I)      | 2:0       | Jawir Krasnopillja (II)       |
| 08.03.1996 | Dynamo Kiew (I)             | 2:0       | Sirka-NIBAS Kirowohrad (I)    |

## Viertelfinale
| Datum      |                         | Ergebnis              |                             |
| ---------- | ----------------------- | --------------------- | --------------------------- |
| 02.04.1996 | Schachtar Donezk (I)    | 2:2 n. V. (4:2 i. E.) | Dnipro Dnipropetrowsk (I)   |
| 02.04.1996 | Kremin Krementschuk (I) | 2:1                   | Metalurh Saporischschja (I) |
| 02.04.1996 | Tawrija Simferopol (I)  | 0:1                   | Dynamo Kiew (I)             |
| 02.04.1996 | Nywa Winnyzja (I)       | 1:0                   | Nywa Ternopil (I)           |

## Halbfinale
| Datum      |                   | Ergebnis              |                         |
| ---------- | ----------------- | --------------------- | ----------------------- |
| 26.04.1996 | Dynamo Kiew (I)   | 2:0                   | Schachtar Donezk (I)    |
| 27.04.1996 | Nywa Winnyzja (I) | 0:0 n. V. (3:0 i. E.) | Kremin Krementschuk (I) |

## Finale
| Paarung        | Dynamo Kiew – Nywa Winnyzja |
| Ergebnis       | 2:0 (1:0) |
| Datum          | 26. Mai 1996 |
| Stadion        | Olympiastadion Kiew, Kiew |
| Zuschauer      | 47.000 |
| Schiedsrichter | Waleryj Awdysch |
| Tore           | 1:0 Serhij Rebrow (27.) 2:0 Jurij Maximow (59.) |
| Dynamo Kiew    | Oleksandr Schowkowskyj – Oleh Luschnyj , Serhej Beschenar, Oleksandr Holowko, Serhij Schmatowalenko – Dmytro Michajlenko, Serhij Rebrow (82. Pawlo Schkapenko), Jurij Maximow (59. Jewhen Pochlebajew), Witalij Kosowskyj – Wiktor Leonenko, Andrij Schewtschenko. Cheftrainer: József Szabó                                              |
| Nywa Winnyzja  | Wolodymyr Zytkin (66. Jewhen Nemodruk) – Leonid Hajdarschy , Kostjantin Sosenko, Wjatscheslaw Saporoschtschenko, Jurij Solowjenko – Dmytro Leljuk (35. Anatolyj Balazkyj), Oleksij Pjabzew, Ruslan Romantschuk, Oleksandr Tscherwonyj (46. Oleksandr Laktionow) – Pawlo Matwijtschenko, Oleksandr Ljubynskyj. Cheftrainer: Serhej Morosow |
| Gelbe Karten   | Wiktor Leonenko, Serhej Beschenar – Jurij Solowjenko, Wjatscheslaw Saporoschtschenko |